# Aubach (Ferbach)
Der Aubach ist ein fast 11⁄2 Kilometer langer und rechter Zufluss des Ferbachs bei Höhr-Grenzhausen, der im rheinland-pfälzischen Westerwaldkreis verläuft.

## Verlauf
Der Aubach entspringt an der Seiferwiese in Grenzhausen, einem Ortsteil von Höhr-Grenzhausen. Von hier fließt er nach Süden und umläuft westlich Grenzhausen. Südwestlich des Westfriedhofes fließt von rechts der Ahlebach (786 m Länge) ein. Kurz weiter südlich und westlich des Ortsteils Höhr kurz vor dem Kleinkastell Ferbach gelangt der Aubach als rechter Zufluss in den Ferbach.